# Urmila (Ramaiana)

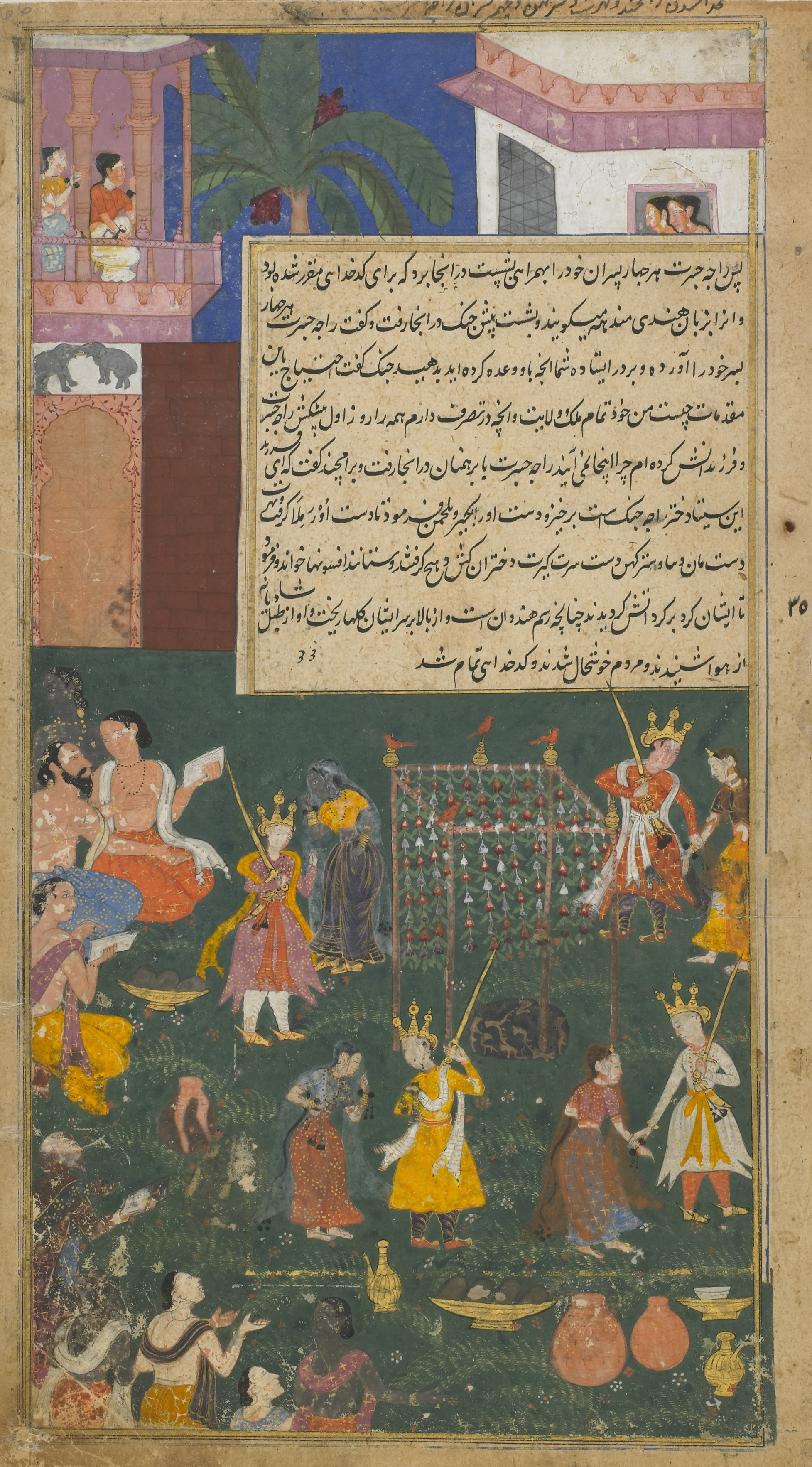
Los cuatro hijos del rey Dasha Ratha circunvalan el fuego del altar durante sus rituales matrimoniales.

En el texto épico-religioso Ramaiana, Urmila era la hermana menor de la protagonista Sita e hija menor del rey Yanaka de Mithila. Era esposa de Laksmaná, el hermano menor del protagonista Rama. Urmila y Laksmaná tuvieron dos hijos: Angada y Dharma Ketu.

## Nombre y etimología
- ūrmilā en AITS (alfabeto internacional de transliteración sánscrita).[1]
- ऊर्मिला en letra devanagari para escribir sánscrito.[1]
- Pronunciación: /uurmílaa/ o /urmíla/.[1]
- Etimología: ‘la sufriente’, siendo uurmí: ola, oleada, ola de dolor, ola de pasión, las olas de la existencia, de las que hay dos enumeraciones:

frío y calor, codicia e ilusión, hambre y sed (según el Su-bhashita-vali);
hambre, sed, decadencia, muerte, dolor, ilusión (según el Visnú-purana).
Cuando Laksmaná abandonó la ciudad de Aiodhia para irse en el exilio al bosque Vanvas con Rama y Sita, Urmila le pidió que la llevara con él. Pero Laksmaná se negó, porque ella tenía que quedarse a cuidar a sus suegros (el rey Dasha Ratha y la reina Sumitrá). En todos los Ramaianas se muestra que ella obedeció la orden de su esposo. Era muy hermosa. Ella siguió siendo una fiel esposa durante los 14 años de exilio de su esposo. Laksmaná le pidió que no llorara cuando se fue a la selva. Ella no lloró cuando se fue su esposo, ni cuando murió de tristeza el rey Dasha Ratha (quien se sentía culpable por haber obedecido a su joven esposa Kaikeí, que ordenó que Rama se fuera al exilio para que Bharata ―hijo de Kaikeí con Dasha Ratha― fuera el rey).
En el Ramaiana se deduce que el sufrimiento de Urmila fue peor que el de Sita, debido a que tuvo que vivir sin su esposo durante 14 años. 
La mayoría de los poemas describen la angustia de Rama y Sita, pero ninguno ensalza las virtudes de Urmila.
El poeta, político, dramaturgo y traductor Maithili Sharan Gupt (1886-1964) escribió Saketa, una obra poética hinduista versión del Ramaiana donde la protagonista es Urmila Devi.